# سويت (إلينوي)
سويت (بالإنجليزية: Summit, Illinois)‏ هي قرية تقع في الولايات المتحدة في إلينوي. يقدر عدد سكانها بـ 11,054 نسمة .

## الموقع الجغرافي
الموقع الجغرافي للمناطق المحيطة بهذه النقطة هو كالتالي:

## أعلام
- فريد هامبتون
- شيلدون مالوري
- كلايتون لامبرت